# 愛迪·堅陀
愛迪·堅陀（英語：Eddie Cantor，1892年1月31日—1964年10月10日），本名伊拉爾·伊茨科維茨（Israel Itzkowitz），是一名美國「插圖歌曲」表演者、喜劇演員、舞蹈演員、歌手、演員和作曲家。對百老匯、收音機、電影和早期電視觀眾所熟悉，這位「活力干勁的使徒」幾乎被數百萬的家庭成員注視，因為他高評價的廣播節目透露有關他的妻子Ida和五名女兒的親密故事和有趣的趣聞。他的一些熱門歌曲包括〈Makin' Whoopee〉、〈Ida〉、〈If You Knew Susie〉、〈Ma! He's Makin'Eyes on Me〉、〈Baby〉、〈Margie〉和〈How Ya Gonna Keep 'em Down on the Farm (After They've Seen Paree)?〉，他還寫了幾首歌，包括《Merrie Melodies》華納兄弟卡通主題曲〈Merrily We Roll Along〉。
他的一套眼睛旋轉（eye-rolling）歌舞表演最終令他得到綽號「Banjo Eyes」。1933年，藝術家Frederick J. Garner用漫畫描述堅陀有大圓形的眼睛類似一個班祖琴的鼓鍋。堅陀的眼睛成為他的商標，經常在插圖中被誇張化，並令他在百老匯的音樂劇《Banjo Eyes》（1941年）中演出。
他的慈善和人道主義工作很廣泛，他因為新創名言和幫助發展出生缺陷基金會組織而被讚揚。他於1956年憑對電影界的卓越服務而被授予奧斯卡金像獎。

## 生平
堅陀於1892年在紐約市出生，是俄羅斯猶太移民Meta和Mechel Itzkowitz的兒子。他的母親在他出生的一年後死於分娩，而他的父親在他兩歲時死於肺炎，把他留給他的祖母Esther Kantrowitz撫養。他當小孩時參加了Surprise Lake Camp。當他的祖母給他上學簽名時，給了他她的姓氏Kantrowitz（縮寫為Kanter）而產生爭執。Esther死於1917年1月29日，就是堅陀與小弗洛伦茨·齐格菲尔德簽署長期合同，在他的歌舞團演出的兩天前。

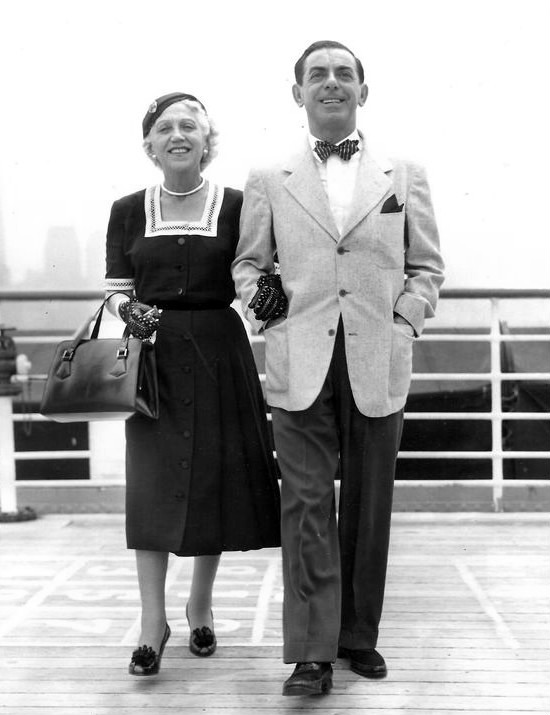
1952年的堅陀夫婦

堅陀在1913年遇到他未來的妻子Ida Tobias時就採用了名字「埃迪」（Eddie），因為她覺得「伊茲」（Izzy）並不是合適演員的好名字。堅陀和Ida於1914年結婚。他們有五個女兒，Marjorie、Natalie、Edna、Marilyn和Janet，她為堅陀的長期連續笑話提供了滑稽喜劇素材，特別是在收音機中，講述了他五個未達結婚年齡的女兒。包括傑拉德·那赫曼在內的幾位無線電廣播歷史學家都說，這種笑話並不總是受女孩們歡迎。Natalie的第二任丈夫是演員Robert Clary，而Janet嫁給了演員Roberto Gari。
堅陀在1933年至1935年擔任美國演員工會的第二任主席。他為小兒麻痺國家基金會的捐贈活動而創造了標題名「The March of Dimes」，該組織旨在對抗小兒麻痺症。他於1938年1月在他的廣播節目中開始了第一次活動，請求聽眾向總統富蘭克林·德拉諾·羅斯福寄一角錢。那時，羅斯福是美國最著名的小兒麻痺症受害者。其他藝人透過他們自己的節目參加了呼籲，而白宮的郵件室則被2,680,000角硬幣淹沒了，當時卻是一筆巨款。
在他們的女兒Marjorie於44歲時去世後，埃迪和Ida的健康狀況迅速惡化。Ida於1962年8月9日的70歲時死於「心功能不全」，而埃迪在72歲時第二次心臟病發作，於1964年10月10日在加州的比華利山去世。他被埋葬在加州卡爾弗城的山坡紀念公園公墓。

## 致敬
由史蒂芬·德羅薩飾演的堅陀出現在HBO電視劇《酒私風雲》中。

## 延伸資料
- Goldman, Herbert G. . New York: Oxford University Press. 1997.
- A Few Moments with Eddie Cantor, Star of "Kid Boots" (1923) A six-minute film made in Phonofilm by Lee De Forest featuring Cantor telling monologues and singing two songs in one of the earliest surviving sound motion pictures.
- OTR Network Library: The Eddie Cantor Show (11 1936 – 52 episodes) （页面存档备份，存于）

## 外部連結
- 官方网站
- 愛迪·堅陀在互联网电影资料库（IMDb）上的資料（英文）
- 互聯網百老匯資料庫（IBDB）上愛迪·堅陀的資料（英文）
- Cantor's Sidekick: Bert 'The Mad Russian' Gordon @WFMU（页面存档备份，存于）
- Eddie Cantor （页面存档备份，存于） at Virtual History
- FBI file on Eddie Cantor